# 렌페 594급
렌페 594급/TRD(스페인어: Tren Regional Diésel) 열차는 스페인의 디젤 동차이다. 1990년대 후반 비전철 노선에 고속 서비스를 제공하기 위하여 도입하였다. 1994년에 구매를 결정해서 입찰을 받았고, 1995년 CAF/ABB가 선정되었고 16편성을 제작하기로 하였고, 추가로 60편성 더 제작할 수 있는 옵션이 있었다. 이후 1997년 전 편성이 반입되었다. ABB에서 개발한 DSB IC3 디젤 동차를 기반으로 하며, IC3과는 달리 관절 대차를 사용하지 않는다.

## 운행 구간
첫 편성이 1997년 6월 반입되었다. 원래 계획은 갈리시아 지역 7편성, 안달루시아 지역 7편성, 마드리드-살라망카 간 2편성을 사용하기로 하였으나, 반입 이후 갈리시아 지역에 6편성, 마드리드-살라망카 간 3편성을 사용하기로 하였다. 1997년 9월 28일 TRD 서비스가 시작되었고, 첫 운행 구간은 라코루냐-비고 간을 20분에 운행하였다. 세비야-말라가, 그라나다-알메리아 구간 운행은 1998년 5월 24일에 시작되었고, 30~40분 정도 시간 단축 효과가 있었다. 1999년 2월 7일부터 마드리드-살라망카 간 운행 시간이 3시간 10분에서 2시간 34분으로 단축되었다. 1999년 10월에는 무르시아-카르타헤나 간, 2000년에는 보바디야-알헤시라스 간을 운행하기 시작하였다.

## 파생형
1차분으로 총 16편성 제작하였고, 이 중 3편성은 폐차 및 개조되었다. 1차분이 제작된 이후 CAF에서 개발한 SIBI 틸팅 시스템이 장착된 열차를 7편성(594-101~594-107) 더 제작하였고, 이들 열차는 6.48 km/h/s의 높은 가속력을 가지고 있다. 이후 594-003편성이 개조되어 594-108편성이 되었다.
CAF에서는 안달루시아 지역에서 화재로 전소된 594 009편성에 BRAVA 가변궤간 대차를 장착하였고, 이후 1차분 중 1편성을 더 개조하였다. 이들은 594-201, 594-202편성이며, 사라고사-하카 간을 운행할 때 1435mm 궤간을 사용하는 사라고사-우에스카 간 고속선에도 진입할 수 있다.
594.0 13편성, 594.1 8편성, 594.2 2편성으로 총 23편성이 사용 중이다.